# Grantessa pelagica
Grantessa pelagica är en svampdjursart som först beskrevs av Ridley 1881.  Grantessa pelagica ingår i släktet Grantessa och familjen Heteropiidae. Inga underarter finns listade i Catalogue of Life.